# Cryphia albomacula
Cryphia albomacula är en fjärilsart som beskrevs av Charles Oberthür 1918. Cryphia albomacula ingår i släktet Cryphia och familjen nattflyn. Inga underarter finns listade i Catalogue of Life.